# Stars Dance
Stars Dance este albumul de debut a cântăreței și actriței americane Selena Gomez. Acest album marchează prima sa lansare ca un artist solo, fără formația sa, Selena Gomez & the Scene, cu care a lansat în trecut trei albume de studio. Albumul a fost lansat pe data de 23 iulie 2013 prin Hollywood Records. Gomez i-a menționat pe Britney Spears și Skrillex ca influențele albumului, care conține cântece în stilul EDM și pop. Elemente de dubstep, techno, disco și worldbeat au fost remarcate pe album. Versurile albumului discute dragostea și relațiile, în special relația lui Gomez cu artistul pop Justin Bieber. Gomez a colaborat cu producători ca Rock Mafia și The Cataracs la album.
După lansarea sa, Stars Dance a primit recenzii mixte și pozitive din partea criticilor muzicali. Albumul a fost un succes comercial, fiind primul ei album care a debutat numărul unu pe Billboard 200. Albumul a vândut 97,000 de copii în prima sa săptămână în țara sa, făcându-l cel mai vândut album  de atunci. A devenit al patrulea album al Selenei în top douăzeci, ajungând la numărul paisprezece. În total, albumul a vândut 385,000 de copii în Statele Unite ale Americii.
Stars Dance a avut două single-uri, amândouă fiind succese critice și comerciale. Single-ul principal de pe album, „Come & Get It” a devenit cel mai popular single al lui Gomez de atunci. Cel de-al doilea single, „Slow Down”, nu a fost un succes așa de mare ca „Come & Get It”, totuși a ajuns în Top 40 în Statele Unite. Gomez a mers în turneul Stars Dance Tour (2013–14) pentru a își promova albumul.

## Dezvoltare

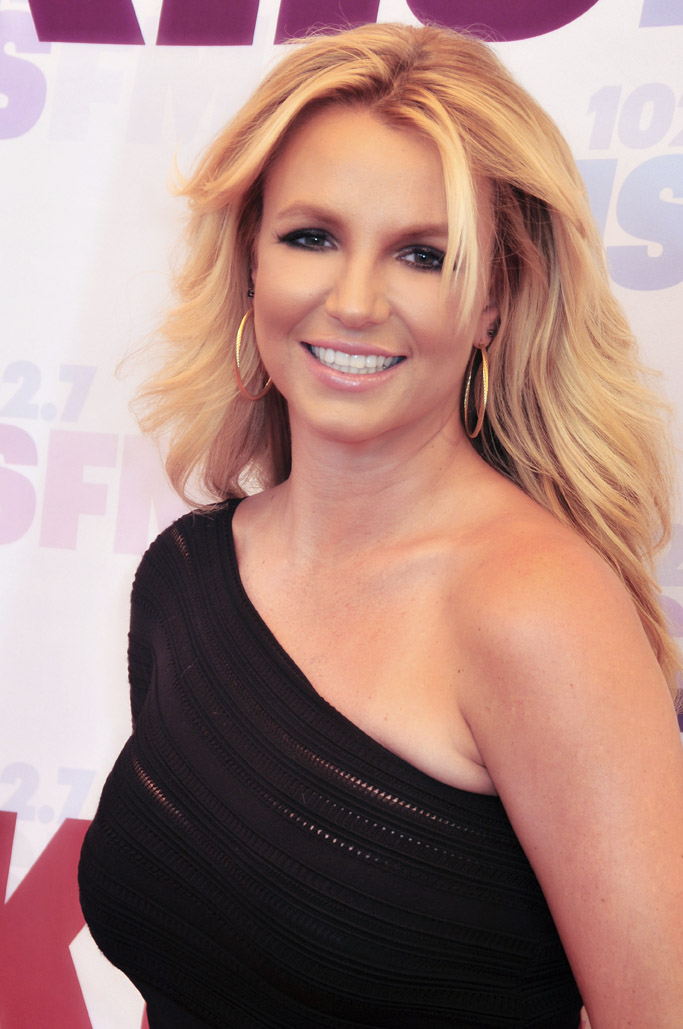
Mulți critici au observat influența cântăreței americane Britney Spears asupra albumului.

Al treilea album de studio al formației Selena Gomez & the Scene, When the Sun Goes Down, a avut ca stiluri principale pop și electro-disco, conținând unele elemente electropop, indie pop, și dance, fiind similar cu albumul precedent al formației, A Year Without Rain (2010). Chiar dacă recenziile din partea criticiilor de muzică au fost mixte, albumul a fost un succes comercial, vânzând peste 650,000 de copii din iulie 2013. În ianuarie 2012, Gomez a anunțat că va lua o pauză de la muzică și se va concentra pe cariera sa de actriță, și că formația va lua o pauză. În ciuda declarațiilor anterioare, Gomez a confirmat în octombrie 2012 că lucrează la un nou album, iar mai târziu a spus că acesta va fi primul său album solo, și nu al patrulea album al formației. Gomez a anunțat în martie că primul single de pe album va fi lansat luna următoare, iar albumul va fi lansat la vară. Pe data de 15 aprilie, Gomez și-a dezvăluit planurile pentru primul său turneu mondial, cunoscut ca Stars Dance Tour. Gomez a confirmat oficial pe data de 3 iunie că albumul va fi intitulat Stars Dance, și a dezvăluit de asemenea coperta și track listing-ul albumului.
Urmărind anunțul albumului, numeroase surse au început să pretindă că majoritatea albumului este despre relația lui Gomez cu cântărețul Justin Bieber. Aceste zvonuri au început să crească după lansarea cântecului „Come & Get It”, ceea ce a făcut-o pe Gomez să confirme că cântecul nu este despre Bieber. Mai târziu, însă, ea a declarat că cântecul „Love Will Remember” este despre relația sa cu Bieber.
Cântecul „Birthday” a fost primul pe care Gomez l-a înregistrat pentru album. Gomez a spus că „Forget Forever” este unul dintre favoritele ei pentru că este foarte special. Artista Jennifer Lopez a vrut să înregistreze cântecul „Save the Day” pentru albumul său lansat în 2013, dar nu a putut să îl obțină de la Gomez. „Come & Get It” a fost inițial pentru Rihanna pentru cel de-al șaselea album de studio al acesteia. Totuși, ea a decis să nu înregistreze cântecul.

## Single-uri
Single-ul principal de pe album, „Come & Get It (cântec de Selena Gomez)”, a fost lansat pe data de 6 aprilie 2013. Cel de-al doilea single, „Slow Down”, a fost lansat oficial ca un single pe data de 13 august 2013.

## Track listing
| Nr. | Titlu                | Autor(i)                                                                                    | Producător(i)                             | Lungime |  |
| 1.  | „Birthday”           | Crista Russo Mike Del Rio Jacob Kasher Hindlin                                              | Del Rio Matt Beckley                      | 3:20    |  |
| 2.  | „Slow Down”          | Lindy Robbins Julia Michaels Niles Hollowell-Dhar David Kuncio Freddy Wexler                | The Cataracs Kuncio                       | 3:30    |  |
| 3.  | „Stars Dance”        | Antonina Armato Tim James Adam Schmalholz                                                   | Rock Mafia Dubkiller Steve Hammond        | 3:37    |  |
| 4.  | „Like a Champion”    | Daniel James Leah Haywood Bebe Rexha Mark Myrie Leroy Sibbles                               | Dreamlab                                  | 2:55    |  |
| 5.  | „Come & Get It”      | Ester Dean M.S. Eriksen T.E. Hermansen                                                      | StarGate Dreamlab Dean                    | 3:51    |  |
| 6.  | „Forget Forever”     | Jason Evigan Clarence Coffee Alexander Izquierdo Jordan Johnson Stefan Johnson Marcus Lomax | The Monsters & Strangerz Evigan Dan Brook | 4:11    |  |
| 7.  | „Save the Day”       | Mitch Allan Evigan Livvi Franc                                                              | The Suspex                                | 3:52    |  |
| 8.  | „B.E.A.T.”           | Wexler Jai Marlon Heather Jeanette Miley                                                    | Wexler Marlon P. Andredi                  | 3:04    |  |
| 9.  | „Write Your Name”    | D. James Haywood Arnthor Birgisson                                                          | Dreamlab                                  | 3:16    |  |
| 10. | „Undercover”         | Hollowell-Dhar Robbins Michaels Rome Ramirez                                                | The Cataracs                              | 3:53    |  |
| 11. | „Love Will Remember” | Armato Desmond Child David Jost T. James                                                    | Rock Mafia Dubkiller                      | 3:30    |  |

| Piese bonus internaționale |                           |                                       |                          |         |  |
| Nr.                        | Titlu                     | Autor(i)                              | Producător(i)            | Lungime |  |
| 12.                        | „Nobody Does It Like You” | Selena Gomez Toby Gad Robbins         | Gad AFSHeeN              | 3:56    |  |
| 13.                        | „Music Feels Better”      | Gomez Haywood D. James Jeremy Coleman | JMike Dreamlab Rob Ghost | 3:10    |  |

| Piese bonus de pe versiunea de delux internațională/Target |                      |                                                                                    |                   |         |  |
| Nr.                                                        | Titlu                | Autor(i)                                                                           | Producător(i)     | Lungime |  |
| 14.                                                        | „Lover in Me”        | Gomez D. James Haywood Brian Lee Stuart Crichton                                   | Dreamlab Lee      | 3:29    |  |
| 15.                                                        | „I Like It That Way” | Joshua Coleman Hindlin Rickard Göransson Fransisca Hall Alexander Castillo Vasquez | Ammo A.C. Beckley | 4:16    |  |

| Piese bonus de pe Amazon.com |                                        |                        |                    |         |  |
| Nr.                          | Titlu                                  | Autor(i)               | Producător(i)      | Lungime |  |
| 14.                          | „Come & Get It” (DJ Laszlo Club Remix) | Dean Eriksen Hermansen | Stargate DJ Laszlo | 7:42    |  |

| Piese bonus de pe ediția de delux japoneză |                                            |                        |                       |         |  |
| Nr.                                        | Titlu                                      | Autor(i)               | Producător(i)         | Lungime |  |
| 16.                                        | „Come & Get It” (Jump Smokers Radio Remix) | Dean Eriksen Hermansen | Stargate Jump Smokers | 3:40    |  |

| DVD bonus de pe ediția de delux japoneză |                                           |         |  |
| Nr.                                      | Titlu                                     | Lungime |  |
| 1.                                       | „Come & Get It” (videoclip muzical)       | 4:50    |  |
| 2.                                       | „Slow Down” (videoclip muzical)           | 3:31    |  |
| 3.                                       | „Stars Dance” (track by track commentary) | 9:04    |  |

| DVD de pe ediția de delux de la Walmart |                                    |         |  |
| Nr.                                     | Titlu                              | Lungime |  |
| 1.                                      | „Hit the Lights” (live)            | 3:25    |  |
| 2.                                      | „Who Says” (live)                  | 3:21    |  |
| 3.                                      | „Love You Like a Love Song” (live) | 3:41    |  |
| 4.                                      | „Come & Get It” (live)             | 3:50    |  |
| 5.                                      | „Naturally” (live)                 | 3:15    |  |

## Charturi și certificații
| Chart (2013)     | Poziție pe chart |
| ---------------- | ---------------- |
| Argentina        | 5                |
| Australia        | 8                |
| Austria          | 6                |
| Belgia (Flandra) | 5                |
| Belgia (Valonia) | 10               |
| Brazilia         | 8                |
| Canada           | 1                |
| China            | 80               |
| Cehia            | 16               |
| Danemarca        | 2                |
| Elveția          | 6                |
| Finlanda         | 17               |
| Franța           | 12               |
| Germania         | 4                |
| Grecia           | 24               |
| Irlanda          | 9                |
| Italia           | 4                |
| Mexic            | 1                |
| Noua Zeelandă    | 5                |
| Norvegia         | 1                |
| Polonia          | 5                |
| Portugalia       | 2                |
| Scoția           | 21               |
| Spania           | 4                |
| Suedia           | 46               |
| Olanda           | 10               |
| Regatul Unit     | 14               |
| Ungaria          | 16               |
| US Billboard 200 | 1                |

| Chart (2013)              | Poziție |
| ------------------------- | ------- |
| Canada (Billboard)        | 42      |
| Belgia (Ultratop Flandra) | 62      |
| Belgia (Ultratop Valonia) | 76      |
| Franța                    | 148     |
| SUA Billboard 200         | 101     |

| Țară       | Certificație | Copii  |
| ---------- | ------------ | ------ |
| Argentina  | Aur          | 20,000 |
| Brazilia   | Platină      | 40,000 |
| Canada     | Aur          | 40,000 |
| Columbia   | Aur          | 5,000  |
| Mexic      | Aur          | 30,000 |
| Portugalia | Platină      | 20,000 |

## Istoricul de lansare
| Regiune           | Data               | Format               | Casă de discuri       |
| ----------------- | ------------------ | -------------------- | --------------------- |
| Olanda            | 19 iulie 2013      | Digital download, CD | Universal Music Group |
| Germania          | 19 iulie 2013      | Digital download, CD | Universal Music Group |
| Singapore (SG)    | 19 iulie 2013      | Digital download, CD | Hollywood Records     |
| Mexic             | 22 iulie 2013      | Digital download, CD | Hollywood Records     |
| Spania            | 22 iulie 2013      | Digital download, CD | Hollywood Records     |
| Regatul Unit      | 22 iulie 2013      | Digital download, CD | Hollywood Records     |
| Orientul Mijlociu | 22 iulie 2013      | Digital download, CD | Hollywood Records     |
| Brazilia          | 22 iulie 2013      | Digital download, CD | Hollywood Records     |
| Franța            | 22 iulie 2013      | Digital download, CD | Hollywood Records     |
| Statele Unite     | 23 iulie 2013      | Digital download, CD | Hollywood Records     |
| Italia            | 23 iulie 2013      | Digital download, CD | Hollywood Records     |
| Israel            | 24 iulie 2013      | Digital download, CD | Helicon Records       |
| Japonia           | 25 septembrie 2013 | Digital download, CD | Avex Group            |
| China             | 27 octombrie 2013  | CD                   | Starsing Culture      |